# 5299 Bittesini
5299 Bittesini (1969 LB) là một tiểu hành tinh vành đai chính được phát hiện ngày 8 tháng 6 năm 1969 bởi Carlos Ulrrico Cesco ở El Leoncito.